# Konovalîk, Ohtîrka
Konovalîk (în ucraineană Коновалик) este un sat în așezarea urbană Ciupahivka din raionul Ohtîrka, regiunea Sumî, Ucraina.

## Demografie
Componența lingvistică a localității Konovalîk
     Ucraineană (90%)
     Belarusă (10%)
Conform recensământului din 2001, majoritatea populației localității Konovalîk era vorbitoare de ucraineană (90%), existând în minoritate și vorbitori de belarusă (10%).